# Novotel
Novotel este unul dintre lanțurile de hoteluri operate de grupul francez de hoteluri Accor. Deși cele mai multe hoteluri Novotel sunt situate în Franța, există hoteluri Novotel în toată lumea.

## Camerele
Camerele hotelurilor Novotel au ca public țintă oamenii de afaceri. Camerele sunt echipate cu paturi duble și canapele, birouri cu acces internet, televiziune prin satelit, dulap, mini-bar, aer condiționat și ceas deșteptător cu alarmă. Toate camerele au de asemenea băi.

## Hotelul

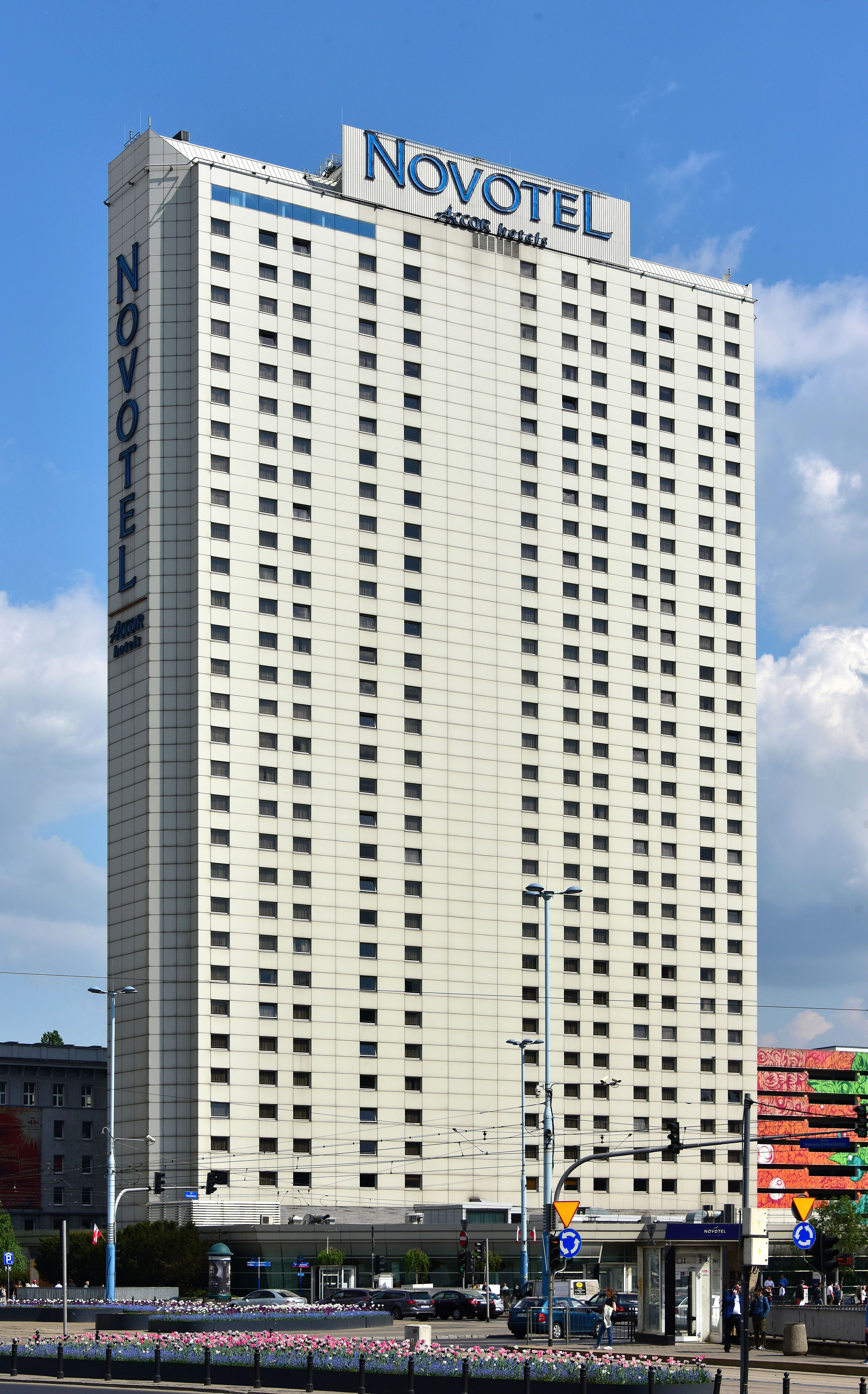
Novotel în Varşovia

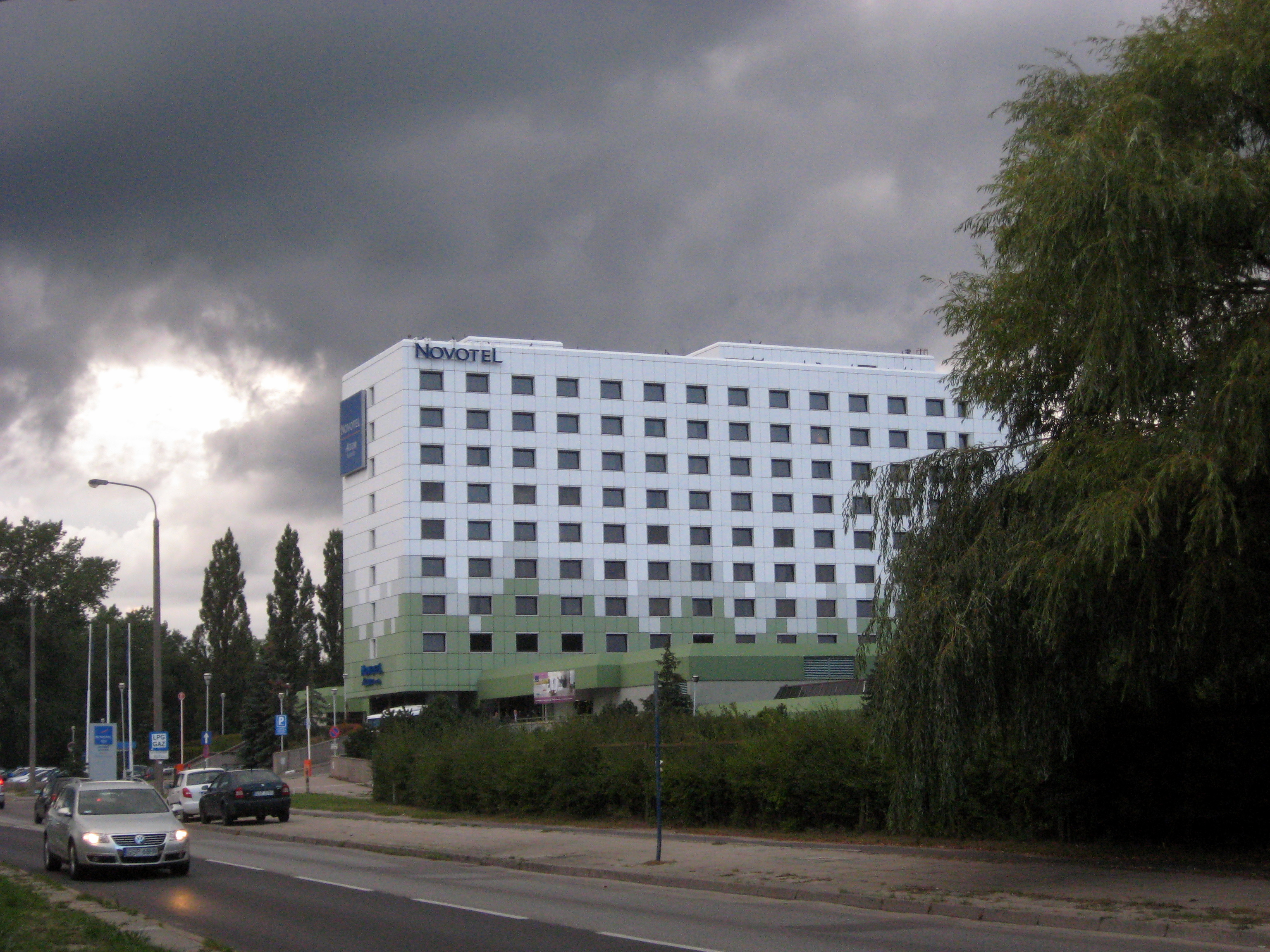
Novotel în Gdańsk

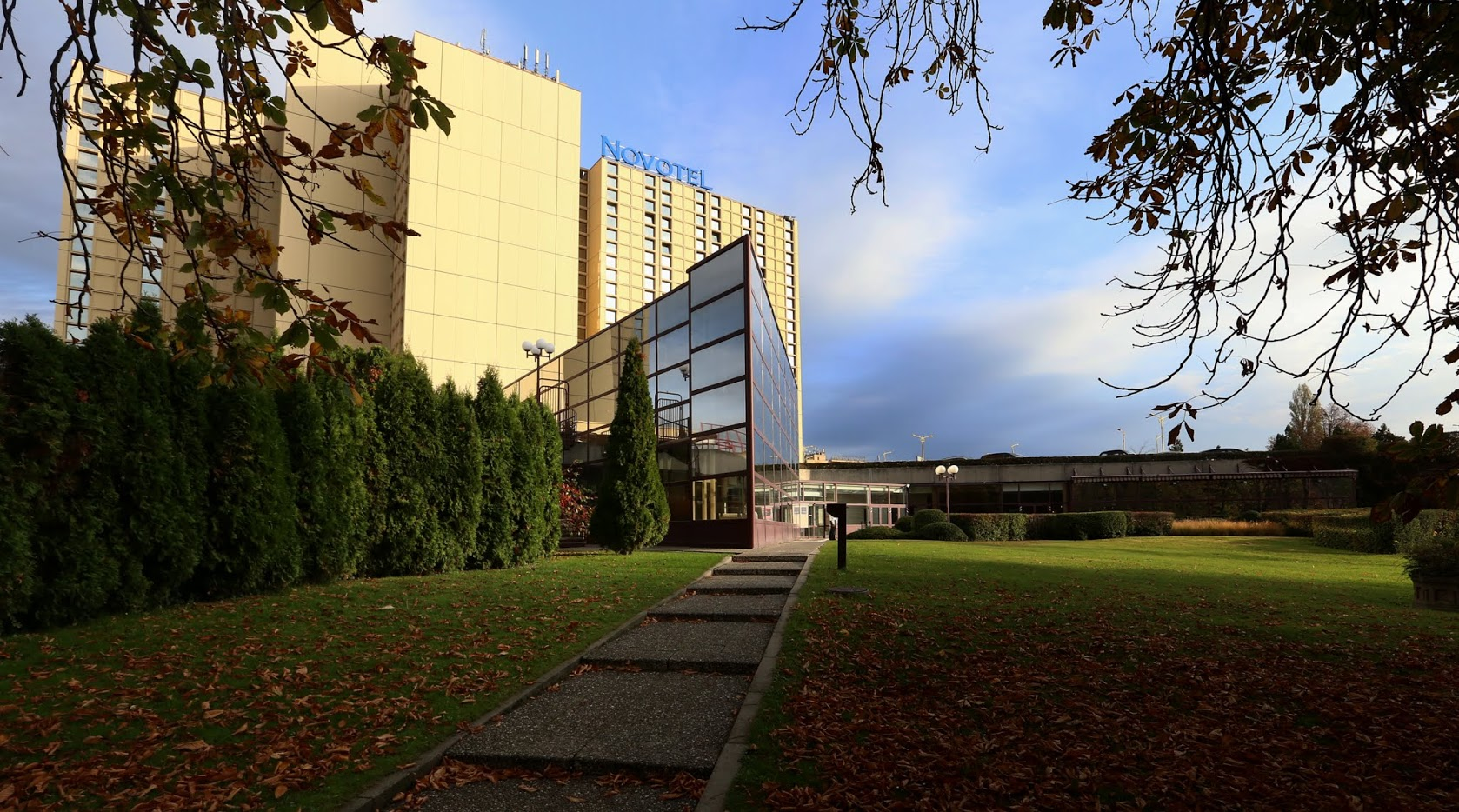
Novotel, Budapesta

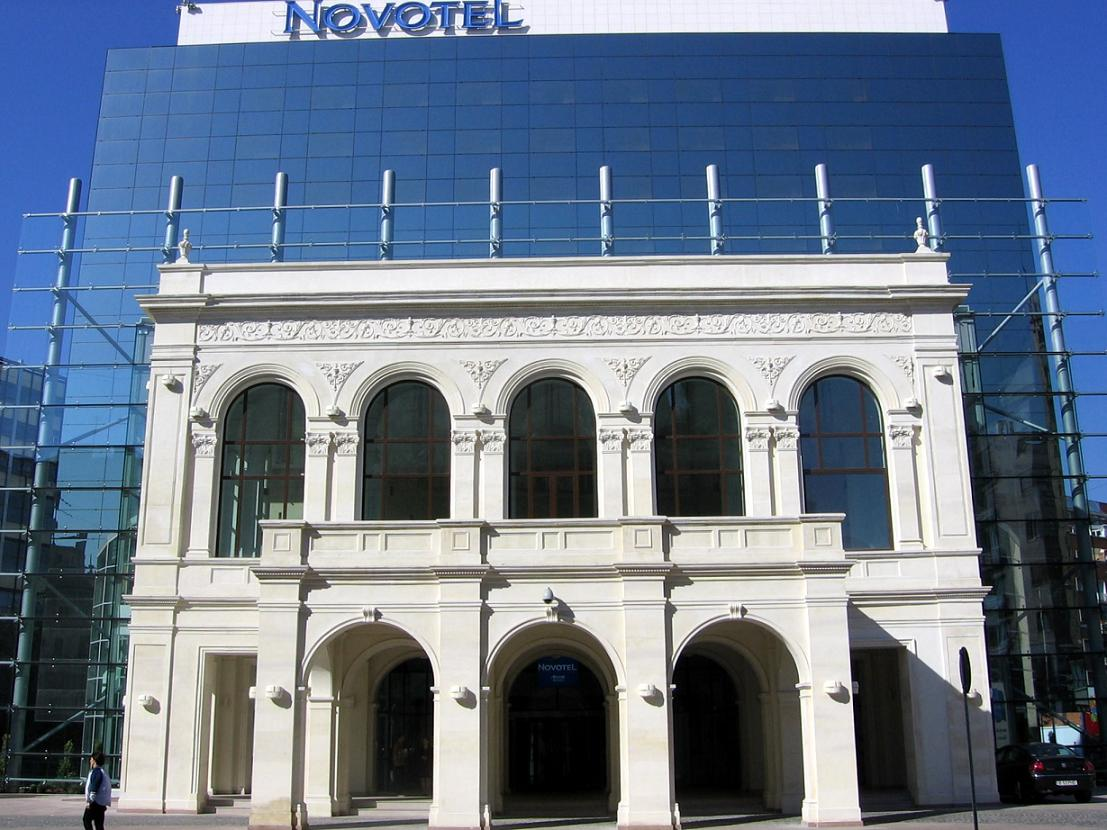
Novotel, București

Hotelurile Novotel au în general unul sau mai multe restaurante și una sau mai multe cafenele; piscină și centru de fitness.  Din cauza orientării către segmentul călătoriilor de afaceri, în majoritatea hotelurilor Novotel există săli de conferințe și centre de afaceri. În general hotelurile Novotel au 4 stele, dar există și hoteluri de 3 stele.

## Locații

### Europa și Orientul Mijlociu
- UK
- Andorra
- Spania
- Portugalia
- Franța
- Elveția
- Italia
- Austria
- Ungaria (Budapesta, Szeged, Szekesfehervar)
- Bulgaria (Plovdiv )
- Grecia
- Rusia
- Lituania
- Polonia
- Republica Cehă
- Germania
- Suedia
- Belgia
- Olanda
- Luxemburg
- Israel
- EAU
- România

### Asia
- China
- Myanmar (Burma)
- Coreea de sud
- Vietnam
- PDR  Lao
- Thailanda
- Singapore
- Malaysia
- Indonezia
- India
- Hong Kong

### Oceania
- Australia
- Noua Zeelandă
- Polynesia Franceză
- Noua Caledonie

### America
- SUA
- Canada
- Mexic
- Guadaloupe
- Guyana Franceză
- Brazilia
- Peru
- Chile

### Africa
- Reunion
- Burundi
- Rwanda
- Gabon
- Egipt
- Chad
- Nigeria
- Benin
- Ghana
- Ivory Coast
- Guinea
- Senegal
- Mauritania